# Oberleitungsbus Malatya

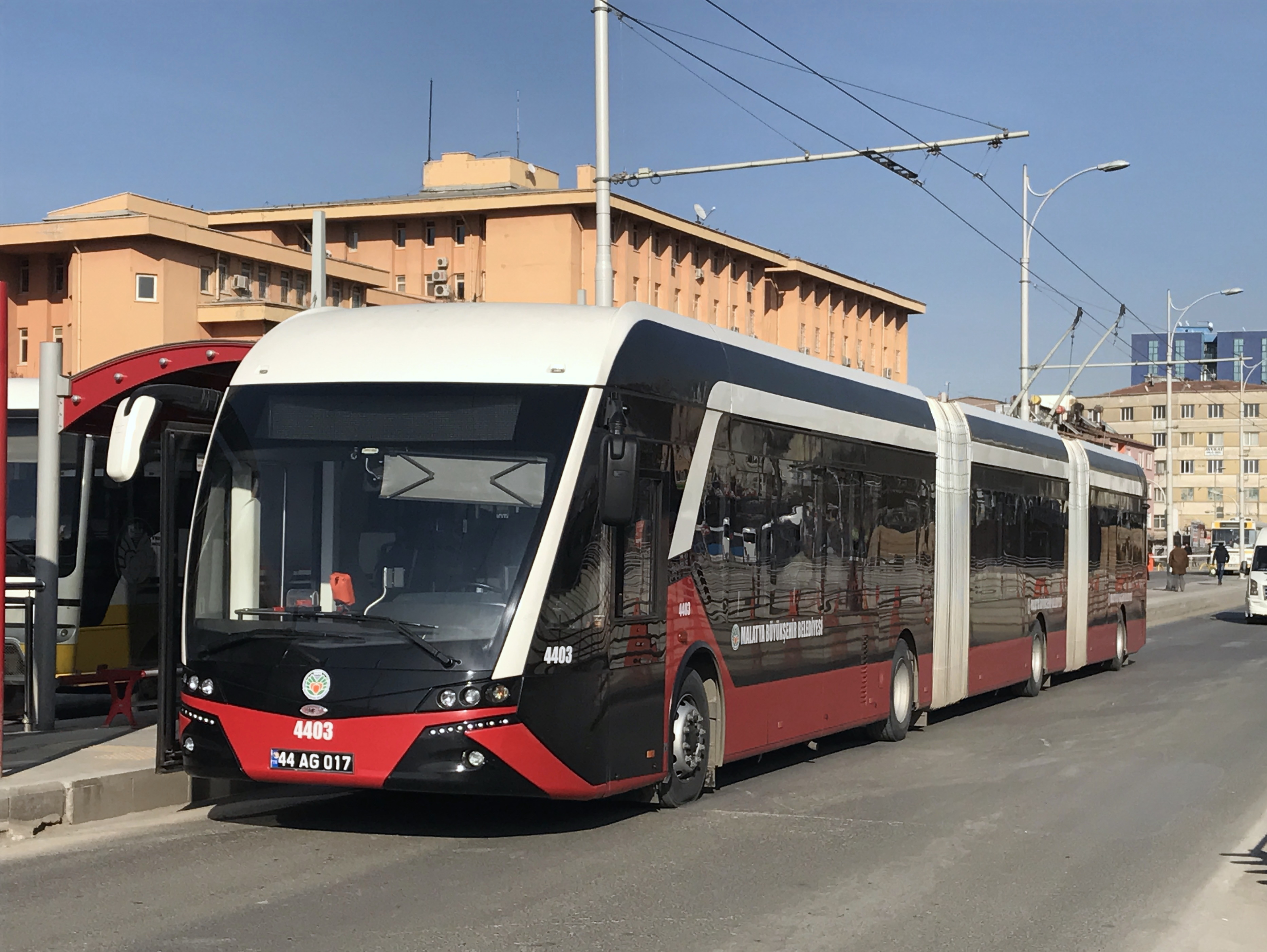
Wagen 4403 im Februar 2017

Der Oberleitungsbus Malatya (Türkisch: Trambus oder Trambüs) ist das älteste noch betriebene Oberleitungsbus-System in der Türkei. Zuständiges Verkehrsunternehmen ist Motaş, welches auch die lokalen Stadtbusse betreibt.

## Geschichte
Die Anlage in der ostanatolischen Großstadt Malatya ging am 10. März 2015 in den Testbetrieb. Dabei wurden die Passagiere kostenlos befördert. Der reguläre Betrieb soll im Oktober oder November 2015 aufgenommen werden. Oberleitungsbusse waren zuvor bereits in Ankara (1947–1981), Izmir (1954–1992) und Istanbul (1961–1984) im Einsatz. Die einzige Trambüs-Linie in Malatya besteht aus 53 Haltestellen und ist 19 Kilometer lang, wobei beim derzeitigen Vorlaufbetrieb nur der 11,5 Kilometer lange Abschnitt zwischen der Station MASTI im Zentrum und der İnönü Üniversitesi bedient wird. Trambüs basiert auf dem Konzept des Bus Rapid Transit, so können beispielsweise die Bussteige künftig nur mit gültigen Fahrscheinen betreten werden.

## Fahrzeuge
An Fahrzeugen standen zunächst zehn niederflurige Doppelgelenkwagen mit den Betriebsnummern 4401–4410 zur Verfügung. Sie wurden bereits 2014 vom deutsch-türkischen Hersteller Bozankaya abgeliefert. Ihre elektrische Ausrüstung lieferte das deutsche Unternehmen Kiepe zu. Beide Elektroantriebe der zweimotorigen Wagen leisten jeweils 160 Kilowatt, zusätzlich verfügen die Fahrzeuge über einen Dieselhilfsantrieb. Im Mai 2016 folgten drei neue Fahrzeuge mit den Nummern 4411–4413, im April 2017 weitere fünf mit den Nummern 4414–4418.
Wenige Tage nach Aufnahme des Testbetriebes brannte der vollbesetzte Oberleitungsbus Nummer 4407 während der Fahrt aus, wobei niemand zu Schaden kam.